# Rivière des Prairies (vattendrag i Kanada, lat 47,68, long -73,04)
Rivière des Prairies är ett vattendrag i Kanada.   Det ligger i provinsen Québec, i den sydöstra delen av landet, 300 km nordost om huvudstaden Ottawa.
I omgivningarna runt Rivière des Prairies växer i huvudsak blandskog. Trakten runt Rivière des Prairies är nära nog obefolkad, med mindre än två invånare per kvadratkilometer.